# Georgius van Os

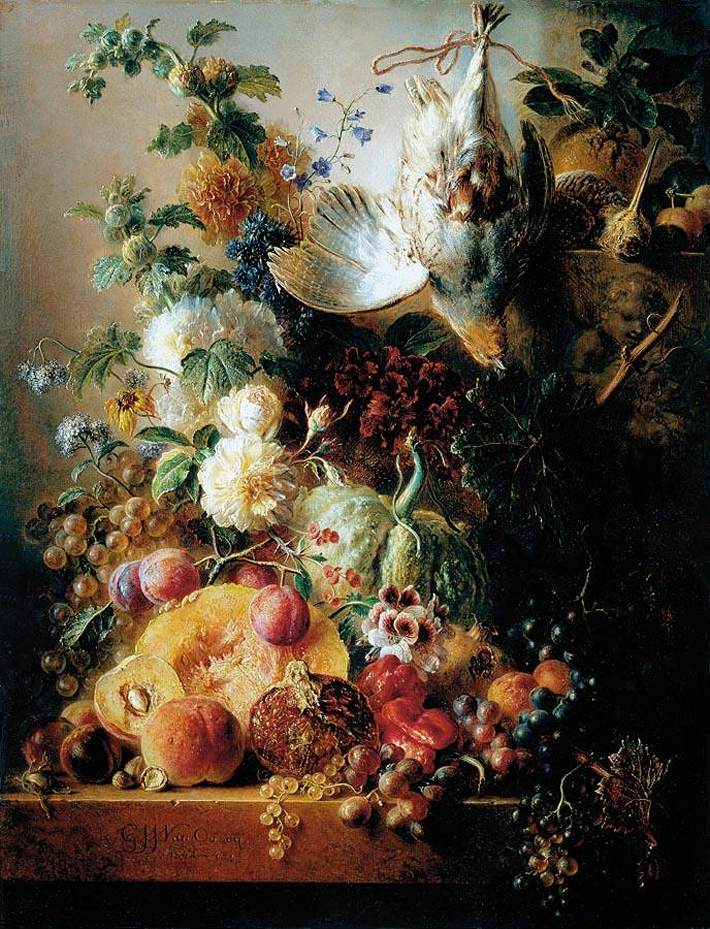
Martwa natura z owocami, 1842/43

Georgius Jacobus Johannes van Os (ur. 20 listopada 1782 w Hadze, zm. 24 lipca 1861 w Paryżu) – holenderski malarz martwych natur, członek znanej rodziny artystycznej, syn Jana i brat Pietera van Os.
Georgius podobnie jak jego ojciec, malował przede wszystkim martwe natury, które składały się głównie z kwiatów i owoców. W 1809 otrzymał pierwszą nagrodę Felix Meritis Society w Amsterdamie, był również nagradzany w paryskim Salonie, gdzie otrzymał złoty medal w 1812. Jego precyzyjne rysunki roślin zostały wykorzystane w dziele Flora Batava Jana Kopsa. Artysta był zatrudniony przez wiele lat w manufakturze w Sèvres produkującej porcelanę sewrską.